# Sites mégalithiques du Pas-de-Calais
Cet article présente la liste des sites mégalithiques du Pas-de-Calais, en France.
| \| Arras Calais Lens Béthune Boulogne-sur-Mer \| Répartition géographique des mégalithes. · : dolmen - : menhir - : autre site mégalithique |
| Arras Calais Lens Béthune Boulogne-sur-Mer                                                                                                  |

## Inventaire
| Monument                            | Commune               | Remarque                                                                                  | Protection        | Coordonnées                 | Illustration                                                           |
| ----------------------------------- | --------------------- | ----------------------------------------------------------------------------------------- | ----------------- | --------------------------- | ---------------------------------------------------------------------- |
| Polissoir                           | Aubencheul-au-Bac     |                                                                                           | détruit           |                             |                                                                        |
| Polissoir du Pas Saint-Martin       | Aumerval              |                                                                                           |                   | 50° 30′ 13″ N, 2° 24′ 20″ E |                                                                        |
| Dolmen la Table des Fées            | Fresnicourt-le-Dolmen |                                                                                           | Classé MH (1889)  | 50° 25′ 00″ N, 2° 36′ 25″ E | Table des Fées                                                         |
| Le Gal                              | Gauchin-Légal         |                                                                                           |                   | 50° 24′ 54″ N, 2° 34′ 51″ E | Le Gal est une pierre ovoïde attaché par une chaîne à une borne fruste |
| La Pierre de Chochois               | Gaudiempré            | Probable borne                                                                            |                   | 50° 10′ 05″ N, 2° 31′ 19″ E |                                                                        |
| Tertre de la Danse des Noces        | Landrethun-le-Nord    |                                                                                           |                   | 50° 50′ 25″ N, 1° 45′ 49″ E | Tumulus surmonté de blocs bruts désordonnés                            |
| Les Pierres Jumelles                | Mont-Saint-Éloi       | 2 menhirs nommés aussi : Les Pierres du Diable, Les Droite Pierres, Les Demoiselles d'Acq | Classé MH (1889)  | 50° 20′ 52″ N, 2° 40′ 37″ E | Les Pierres Jumelles                                                   |
| Menhir le Gros Caillou              | Oisy-le-Verger        |                                                                                           | Classé MH (1981)  | 50° 15′ 11″ N, 3° 05′ 39″ E | Menhir le Gros Caillou                                                 |
| Statue menhir                       | Palluel               |                                                                                           |                   | 50° 16′ 04″ N, 3° 05′ 58″ E | Statue menhir                                                          |
| Polissoir de la Pierre Saint-Martin | Penin                 |                                                                                           | Inscrit MH (1979) | 50° 19′ 44″ N, 2° 28′ 58″ E | Pierre Saint-Martin                                                    |
| Tumulus des Sept-Bonnettes          | Sailly-en-Ostrevent   |                                                                                           | Classé MH (1889)  | 50° 16′ 38″ N, 2° 58′ 29″ E | Les Sept-Bonnettes                                                     |
| Pierre de Tortequesne               | Tortequesne           | menhir probable                                                                           |                   |                             |                                                                        |
| Dolmen de la Pointe aux Oies        | Wimereux              | réenterré après la fouille de 1979                                                        |                   | 50° 47′ 09″ N, 1° 37′ 24″ E | Dolmen de la Pointe aux Oies à Wimereux 1930                           |